# Milan Bouška
Milan Bouška (* 6. března 1952 Praha) je český herec, moderátor a publicista, v letech 2009 až 2015 člen a místopředseda Rady pro rozhlasové a televizní vysílání, od května 2021 opět člen RRTV (a od června 2021 opět i místopředseda rady).

## Život
V letech 1973 až 1977 vystudoval Divadelní fakultu AMU v Praze (získal titul Mgr.) a v letech 1977 až 1986 působil jako herec v Ústředním loutkovém divadle Praha (dnes Divadlo Minor). Zároveň byl mezi roky 1980 až 1984 animátorem ve Studiu Jiřího Trnky, které spadalo pod Krátký film. Následně byl v hereckém angažmá v Krajském divadle Kolín (1986 až 1988) a ve Středočeském divadle Kladno (dnes Městské divadlo Kladno) (1988 až 1989).
V roce 1989 přešel do Československého rozhlasu, kde působil jako redaktor a moderátor. Byl zakládajícím redaktorem vysílání Občanského fóra, později Radiofóra. Po transformaci na Český rozhlas zastával funkci vedoucího kulturního vysílání a politického komentátora Radiožurnálu (byl jedním ze zakladatelů zpravodajství Českého rozhlasu a spolutvůrce pořadu Kulturní týdeník). Následně v letech 1992 až 2002 pracoval v Rádiu Svobodná Evropa jako senior editor, na počátku svého působení byl i vedoucím redaktorem se specializací na municipální a komunální politiku. V roce 2002 byl krátce šéfredaktorem publicistiky České televize.
V letech 2003 až 2004 pracoval pro Správu Pražského hradu na pozici tajemníka ředitele s pověřením vedení programové divize. Následně byl v letech 2004 až 2007 osobou samostatně výdělečně činnou (OSVČ), kdy se mimo jiné věnoval autorské a publicistické činnosti pro Český rozhlas 6, dabingové činnosti či režii reportáží pro kabelové televize. V roce 2005 také započal pedagogickou činnost na Univerzitě Jana Amose Komenského Praha, kde se stal zástupcem vedoucího Katedry sociální a masové komunikace a vedl přednášky zaměřené na žurnalistiku a reklamu v médiích.
Mezi roky 2007 a 2009 pracoval pro ODS, a to jako vedoucí mediální sekce v hlavní kanceláři ODS a tiskový mluvčí. V roce 2009 jej Poslanecká sněmovna PČR zvolila členem Rady pro rozhlasové a televizní vysílání, a to s účinností od 23. května 2009. V červnu 2009 se navíc stal místopředsedou rady. Funkci zastával do května 2015. Následně se pokoušel do RRTV několikrát neúspěšně vrátit.
Uspěl až v dubnu 2021, kdy jej Poslanecká sněmovna PČR opět zvolila členem Rady pro rozhlasové a televizní vysílání. Na tuto funkci jej nominovala ODS. Ve volbě získal 135 ze 186 možných hlasů (ke zvolení bylo třeba 94 hlasů). Postu se ujal dne 25. května 2021. V polovině června 2021 byl pak zvolen i místopředsedou rady, v červenci 2025 byl pak v této funkci potvrzen.
Milan Bouška je ženatý, má tři děti.